# What We’re All About
«What We’re All About» (или It’s What We’re All About) — песня канадской панк-рок-группы Sum 41, выпущенная в качестве сингла 17 июня 2002 года, и доступна только на саундтрек-альбоме Spider-Man: Music from and Inspired By. Песня была записана для Человек-паук. В записи песни участвовал Керри Кинг из группы Slayer.
Данной трек является переделанной версией «Dave’s Possessed Hair/It’s What We’re All About» с альбома Half Hour of Power.

## Список композиций
1. «It’s What We’re All About» — 3:30
2. «Motivation» (Live) — 2:25

## Исполнители
- Дерик «Bizzy D» Уибли — вокал, гитара
- Дэйв «Brownsound» Бэкш — вокал, гитара, бэк-вокал
- Джейсон «Cone» МакКэслин — бас, бэк-вокал
- Стив «Stevo 32» Джоз — барабаны, бэк-вокал
- Керри Кинг — гитарное соло

## Чарты
| Чарт (2002)                              | Позиция |
| ---------------------------------------- | ------- |
| Австралия (ARIA)                         | 63      |
| Германия (GfK)                           | 91      |
| Ireland (IRMA)                           | 23      |
| Italy (FIMI)                             | 45      |
| Нидерланды (Single Top 100)              | 71      |
| Швейцария (Schweizer Hitparade)          | 43      |
| UK Singles (The Official Charts Company) | 32      |